# Johann Brandstetter

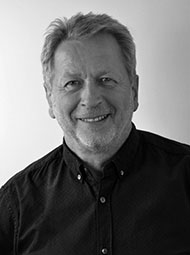
Johann Brandstetter (2016)

Johann Brandstetter (* 24. Februar 1959 in Altötting) ist ein deutscher Illustrator und Künstler.

## Leben
Johann Brandstetter absolvierte eine Ausbildung zum Restaurator und Kirchenmaler. Außerhalb seines Arbeitsspektrums wandte er sich der freien Malerei und Illustration zu und erzielte er die Aufmerksamkeit von Verlagen und Werbeagenturen. Einige der von Brandstetter illustrierten Werke wurden auch im Ausland (England, Frankreich, China, Korea) veröffentlicht. Nach Studienreisen in Asien, Afrika und Lateinamerika und theoretischer Beschäftigung auf naturwissenschaftlichem Gebiet – insbesondere der Biologie – spezialisierte sich Brandstetter auf Natur-Themen, die er überwiegend in Aquarell-Mischtechnik und Ölmalerei sowie am digitalen Zeichentablett anfertigt.
Die Reihe Dead as a Dodo, die den Naturschutz zum Thema hat, brachte ihm 2015 die Auszeichnung „200 Best Illustrators Worldwide“ (Lürzer’s Archiv) ein. 2015/16 entstand in Zusammenarbeit mit Josef H. Reichholf das Werk Symbiosen, das im Haus der Natur in Salzburg ausgestellt wurde. 2017 wurde das Buch Symbiosen – Das Miteinander in der Natur von Bild der Wissenschaft Deutschland als „Wissensbuch des Jahres 2017 in der Kategorie Ästhetik“ ausgezeichnet.

## Wissenschaftliche Benennungen
In Würdigung seines Schaffens auf dem Gebiet der Naturillustration sind einige neue Schmetterlingsarten nach Johann Brandstetter benannt worden.
- Mormogystia brandstetteri. Diese Schmetterlingsart aus der Familie der Cossidae ist 2011 auf der zum Jemen gehörigen Insel Sokotra entdeckt worden.[4]
- Dasypolia brandstetteri. Eine neue Schmetterlingsart aus der Familie der Noctuidae stammt aus China.[5]
- Trichiura brandstetteri. Dieser Schmetterling aus der Familie der Lasiocampidae wurde 2007 im Libanon entdeckt.[6]
- Agrotis sabine spec. nov. Eine neue Schmetterlingsart aus der Familie der Noctuidae wurde 2008 von Sabine Brandstetter auf Zypern entdeckt und ist von Johann Brandstetter 2010 nach ihr benannt worden.[7]

## Illustrierte Werke (Auswahl)
- 2022: Autor: Elke Zippel. Miteinander: Das verborgene Zusammenleben in unserer heimischen Tier- und Pflanzenwelt. Haupt Verlag, Bern 2022, ISBN 978-3-258-08297-4.
- 2022: Autor: Josef H. Reichholf. Stadt, Land, Fuchs: Das Leben der heimischen Säugetiere. Aufbau, Berlin 2022, ISBN 978-3-351-03856-4.
- 2021: Autor: Josef H. Reichholf. Regenwälder. Ihre bedrohte Schönheit und wie wir sie noch retten können. Aufbau, Berlin 2021, ISBN 978-3-351-03825-0.
- 2019 Autor: Josef H. Reichholf. Das Leben der Eichhörnchen. Carl Hanser Verlag GmbH & Co. KG, München, ISBN 978-3-446-26407-6.
- 2019 Autor: Johann Brandstetter. Über Leben – Die Wiederentdeckung der Natur. oekom Verlag, München, ISBN 978-3-96238-133-2.
- 2019 Autor: Johann Brandstetter. Schmetterlinge – Das Postkartenbuch. Haupt Verlag, Bern, ISBN 978-3-258-08144-1.
- 2019 Autor: Johann Brandstetter und Elke Zippel. Wie Schmetterlinge leben. Haupt Verlag, Bern, ISBN 978-3-258-08143-4.
- 2019 Autor: Rachel Carson. Magie des Staunens. Klett-Cotta-Verlag, Stuttgart, ISBN 978-3-608-96410-3.
- 2017 Autor: Josef H. Reichholf. Symbiosen: Das erstaunliche Miteinander in der Natur. Matthes & Seitz Verlag, Berlin, ISBN 978-3-95757-366-7.
- 2016 Autor: Josef H. Reichholf. Evolution: Eine kurze Geschichte von Mensch und Natur, Hanser Verlag, ISBN 978-3-446-24521-1.
- 2014 Kugelblitz unter Hochspannung, HUI Verlag, ISBN 978-3-86760-183-2.
- 2013 LESEMAUS, Band 150: Wer macht da Muh? Tiere auf dem Bauernhof, Patmos Verlag, ISBN 978-3-491-42014-4.
- 2012 Vögel Füttern, Gräfe und Unzer Verlag, ISBN 978-3-8338-2800-3
- 2012 Was ist Was: Raubtiere und andere Jäger, Tessloff Verlag (Band 131), ISBN 978-3-7886-1519-2
- 2011 Entdecke die Welt mit Polo Propeller – Dinosaurier, Oetinger Verlag, ISBN 978-3-7891-8476-5
- 2011 Frag doch mal … die Maus! Im Zoo, Random House: cbj Verlag, ISBN 978-3-570-13163-3
- 2011 Kommissar Kugelblitz: Wer entführte Superbär? arsEdition, ISBN 978-3-7607-4975-4
- 2010 Entdecke die Welt mit Polo Propeller – Der Körper, Oetinger Verlag, ISBN 978-3-7891-8464-2
- 2010 Frag doch mal … die Maus! – Tiere aus aller Welt, Random House: cbj Verlag, ISBN 978-3-570-13634-8
- 2010 Was ist Was: Dinosaurier, Tessloff Verlag (Band 15), ISBN 978-3-7886-0255-0
- 2010 Was ist Was: Muscheln, Schnecken, Tintenfische, Tessloff Verlag (Band 51), ISBN 978-3-7886-2910-6
- 2010 Diercke International Atlas, Westermann Verlag, ISBN 978-3-14-100790-9
- 2010 National Geographic, Die Evolution des Menschen, ISBN 978-3-86690-232-9
- 2009 Kommissar Kugelblitz als Weihnachtsmann, HUI Verlag, ISBN 978-3-86760-205-1
- 2009 Was ist Was: Hamster, Biber, Nagetiere, Tessloff Verlag (Band 128), ISBN 978-3-7886-1516-1
- 2009 Wenn Manager zu viel kriegen…, IDW Verlag, ISBN 978-3-8021-1427-4
- 2009 Lesemaus: Kommissar Kugelblitz – Das entführte Tigerbaby, Carlsen Verlag, ISBN 978-3-551-06414-1
- 2009 Lesemaus: Kommissar Kugelblitz – Die Schrotträuberbande, Carlsen Verlag, ISBN 978-3-551-06313-7
- 2009 Lesemaus: Kommissar Kugelblitz – Der perfekte Bankraub, Carlsen Verlag, ISBN 978-3-551-06513-1
- 2009 Lesemaus: Kommissar Kugelblitz – Die geklaute Klassenkasse, Carlsen Verlag, ISBN 978-3-551-06314-4
- 2009 Adbook Toscana Resort, Engel & Völkers
- 2009 Expedition Wissen: Band Wetter, Band Indianer, Ravensburger Verlag, ISBN 978-3-473-55166-8
- 2009 Frag doch mal … die Maus! – Wale und Delfine, Random House: cbj Verlag, ISBN 978-3-570-13156-5
- 2008 Frag doch mal die … Maus! – Weltall, Random House: cbj Verlag, ISBN 978-3-570-13155-8
- 2007 Frag doch mal … die Maus! – Meere und Ozeane, Random House: cbj Verlag, ISBN 978-3-570-13151-0
- 2007 Frag doch mal … die Maus! – Dinosaurier, Random House: cbj Verlag, ISBN 978-3-570-13149-7
- 2007 Gartenvögel, Gräfe und Unzer Verlag, ISBN 978-3-7742-5669-9
- 2007 Dinosaurier – Pixi-Buch 1531, Carlsen Verlag, ISBN 978-3-551-05771-6
- 2007 Tatort Forschung: Anschlag auf die Buchwerkstatt – Johannes Gutenberg, Loewe Verlag, ISBN 978-3-7855-4562-1
- 2006 Tatort Forschung: Der gestohlene Geigenkasten – Albert Einstein, Loewe Verlag, ISBN 978-3-7855-5758-7
- 2006 Leselöwe: Weltraum Wissen, Loewe Verlag, ISBN 978-3-7855-5729-7
- 2006 Die Ursprünge der Menschheit, Theiss Verlag, ISBN 978-3-8062-1991-3
- 2006 Was ist Was: Schlangen, Tessloff Verlag (Band 121), ISBN 978-3-7886-1508-6
- 2006 Was ist Was: Heimische und exotische Schmetterlinge, Tessloff Verlag (Band 43), ISBN 978-3-7886-0283-3
- 2006 Dinosaurier das Leben in der Urzeit, der Kinderbrockhaus, F. A. Brockhaus Verlag, ISBN 978-3-7653-3091-9
- 2006 Heilkraft der Klosterernährung, Zabert Sandmann Verlag, ISBN 978-3-89883-227-4
- 2005 Wie heißt der Dinosaurier?, Carlsen Verlag, ISBN 978-3-551-08864-2
- 2005 Lesemaus: Dreihorn der kleine Dinosaurier, Carlsen Verlag, ISBN 978-3-551-06403-5
- 2005 Was ist Was: Ausgestorbene und bedrohte Tiere, Tessloff Verlag (Band 56), ISBN 978-3-7886-0296-3
- 2004 Das will ich Wissen: Dinosaurier, Arena Verlag, ISBN 978-3-401-05765-1
- 2004 Das Wissensposter: Dinosaurier, Moses Verlag, ISBN 978-3-89777-204-5
- 2004 Die Erde: Eine Reise durch ihre Geschichte, Deutsche Verlagsanstalt, ISBN 978-3-421-05813-3
- 2004 Was ist Was: Hunde, Tessloff Verlag (Band 11), ISBN 978-3-7886-0251-2
- 2004 Das große Herder Bilderlexikon, Kerle bei Herder Verlag, ISBN 978-3-451-71331-6
- 2003 Was ist Was: Bären, Tessloff Verlag (Band 115), ISBN 978-3-7886-1502-4
- 2003 Wer macht da Muh? Patmos Verlag, ISBN 978-3-491-42014-4
- 2003–2012 Universalatlas Heimat und Welt, Westermann Verlag, Bundesland Bayern, ISBN 978-3-14-100234-8
- 2002 Tiere der Nacht, Arena Verlag, ISBN 3-401-08334-1
- 2002 Kinder Tierlexikon, Bertelsmann Verlag, ISBN 3-577-10052-4
- 2002–2016 LESEMAUS, Band 95: Dinosaurier, Carlsen Verlag (Bestseller), ISBN 978-3-551-08895-6
- 2001 Universalatlas Diercke 3, Westermann Verlag, ISBN 978-3-14-100670-4
- 2001 Durchblick Universalatlas für Bayern, Westermann Verlag, ISBN 978-3-14-100229-4
- 2001 Das visuelle Lexikon der Umwelt, Gerstenberg Verlag, ISBN 978-3-8067-4500-9
- 2000 Die Welt der Tiere, Gerstenberg Verlag, ISBN 978-3-8067-4732-4
- 2000 Mein erstes Kinderlexikon des Wissens, Edition Bücherbär – Arena Verlag, ISBN 3-401-07626-4
- 1999 Der große Diercke Kinderatlas, Arena Verlag, ISBN 978-3-401-06464-2
- 2000 ADAC Naturführer Reihe: Heilpflanzen, Gräfe und Unzer Verlag, ISBN 978-3-7742-2186-4
- 1995 Der Wolf, Karl Müller Verlag, ISBN 978-3-89555-275-5
- 1995–1999 Tierratgeber: Chinchillas, Gräfe und Unzer Verlag, ISBN 3-7742-3154-0
- 1995–1999 Tierratgeber: Das Terrarium, Gräfe und Unzer Verlag, ISBN 3-7742-3705-0
- 1995–1999 Tierratgeber: Echsen, Gräfe und Unzer Verlag, ISBN 3-7742-3709-3
- 1995–1999 Tierratgeber: Zwergbuntbarsche, Gräfe und Unzer Verlag, ISBN 3-7742-3704-2

## In Zeitschriften
- 2005 mare Ausgabe No. April/Mai 2005, Wohnen am Meer, Rubrik Meeresrauschen
- 2022 Europamagazin MONNET, TEE, Seite 6+7[8]

## Auszeichnungen
- 2021: Die ausgewählten Sachbücher des Monats September 2021 (www.buchmarkt.de) für Regenwälder. Ihre bedrohte Schönheit und wie wir sie noch retten können (Autor: Josef H. Reichholf)
- 2018: Lürzers Archive – Wettbewerb 2018/2019 „200 Best Illustrators Worldwide“
- 2017: Wissensbuch des Jahres für Symbiosen. Das erstaunliche Miteinander in der Natur (zusammen mit Josef H. Reichholf)
- 2016: Lürzers Archive – Wettbewerb 2016/2017 „200 Best Illustrators Worldwide“
- 2014: Lürzers Archive – Wettbewerb 2014/2015 „200 Best Illustrators Worldwide“
- 2008: cresta international advertising award New York
- 2008: cannes lions award

## Ausstellungen
- 2017 Gasteig München, Ausstellung 58. Münchner Bücherschau: 15. November bis 3. Dezember 2017, Thema: „Symbiosen. Das erstaunliche Miteinander in der Natur“
- 2016 Haus der Natur Salzburg, Ausstellungsdauer: Oktober 2016 bis September 2017, Thema: „Symbiosen – die feine Kunst der Naturillustration“[9]
- 2018 Deutsches Jagd- und Fischereimuseum München, Ausstellungsdauer: 1. März bis 31. Mai 2018, Thema: „Mit feinem Strich der Natur auf der Spur“[10]
- 2019 Schafhof Freising, Jahresthema: Kunst & Wissenschaft. 5. Oktober bis 1. Dezember 2019, Thema: „RESEARCH NATURE | LIFE # Zyklen“
- 2019 Modern Studio Freising e. V., Naturkunden: Illustrationen von Korbinian Aigner, Pauline Altmann, Johann Brandstetter und Judith Schalansky,  20. September bis 6. Oktober 2019
- 2020 Hessisches Landesmuseum für Kunst und Natur Wiesbaden, Thema: Schmetterlingen auf der Spur, 5. April bis 6. September 2020